# Psaliodes disrupta
Psaliodes disrupta là một loài bướm đêm trong họ Geometridae.